# Semih
Semih ist ein türkischer männlicher Vorname arabischer Herkunft mit der Bedeutung freigiebig, großzügig. Die weibliche Form ist Semiha.

## Namensträger
- Semih Aydilek (* 1989), deutsch-türkischer Fußballspieler
- Semih Dağlar (* 1993), deutsch-türkischer Fußballspieler
- Semih Durmuş (* 1991), türkischer Fußballspieler
- Semih Erden (* 1986), türkischer Basketballspieler
- Semih Güler (* 1994), deutsch-türkischer Fußballspieler
- Semih Kaplanoğlu (* 1963), türkischer Filmregisseur
- Semih Karadeniz (* 1996), türkischer Fußballspieler
- Semih Kaya (* 1991), türkischer Fußballspieler
- Hasan Semih Özmert (1921–2015), türkischer Jurist
- Semih Sancar (1911–1984), türkischer General
- Semih Saygıner (* 1964), türkischer Billardspieler
- Semih Şentürk (* 1983), türkischer Fußballspieler
- Semih Tezcan (1942–2017), türkisch-deutscher Turkologe
- Semih Uçar (* 1998), türkischer Fußballspieler
- Semih Yavsaner (* 1979), Schweizer Komiker und Musiker
- Semih Yuvakuran (* 1963), türkischer Fußballspieler

## Namensträgerinnen
- Semiha Borovac (* 1955), bosnisch-herzegowinische Politikerin
- Semiha Es (1912–2012), türkische Fotografin
- Semiha Yankı (* 1958), türkische Sängerin